# Universiteit van Osaka
De Universiteit van Osaka (大阪大学 (Ōsaka daigaku)) is een openbare universiteit in de Japanse stad Osaka. Het wordt gerekend tot de meest prestigieuze en selectieve universiteiten van het land en was een van de negen keizerlijke universiteiten.

## Locaties
De elf faculteiten zijn verspreid over drie locaties in het noorden van de prefectuur Osaka. Het aantal studenten bedroeg in 2021 ongeveer 23.000.
De Suita-campus is gelegen nabij het voormalige terrein van de Wereldtentoonstelling van 1970. Hier bevinden zich onder meer de faculteiten voor natuurwetenschappen en techniek. De Toyonaka-campus is kleiner en huisvest de faculteiten rechten en economie. De Mino-campus is de faculteit voor buitenlandse studies.

## Noemenswaardige alumni
- Hideki Yukawa, Nobelprijs voor Natuurkunde in 1949
- Akira Yoshino, Nobelprijs voor Scheikunde in 2019
- Tadamitsu Kishimoto, Crafoordprijs in 2009
- Toshio Hirano, Crafoordprijs in 2009
- Osamu Hayaishi, Wolfprijs geneeskunde in 1986
- Hidesaburo Hanafusa, Albert Lasker Award for Basic Medical Research in 1982
- Shizuo Akira, Robert Kochprijs in 2004
- Hiroshi Ishiguro, Robotwetenschapper
- Akio Morita, oprichter van Sony